# Milkovo (kraï du Kamtchatka)
Milkovo (en russe : Ми́льково), est un village du kraï du Kamchatka en Extrême-Orient russe, centre administratif du raïon de Milkovo dans le centre du kraï, et chef-lieu de la municipalité du même nom. Mentionnée pour la première fois en 1743, il fait partie des plus vieilles localités du kraï. Sa population s'élevait à 7 295 habitants en 2022, et le village vit principalement des touristes, de l'agriculture et de l'exploitation forestière.

## Géographie

### Situation

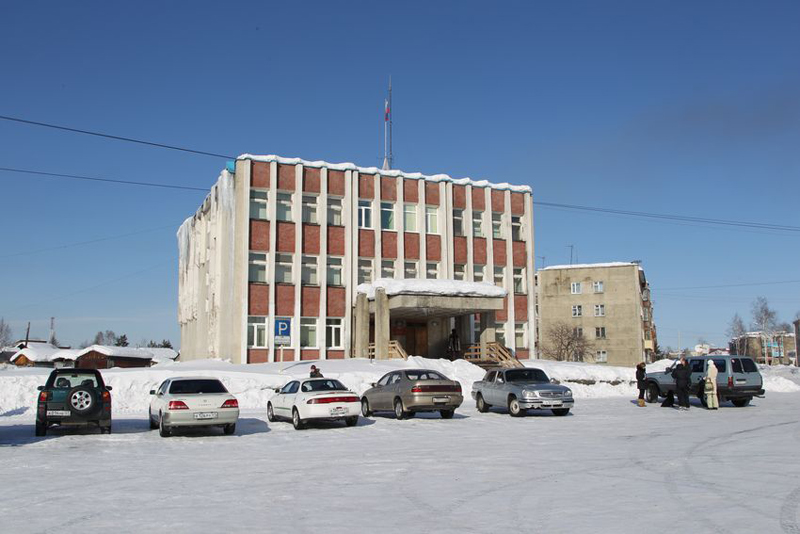
Bâtiment administratif de Milkovo.

Le village de Milkovo se situe dans le kraï du Kamtchatka, un kraï de l'Extrême-Orient russe. Il fait ainsi partie du district fédéral extrême-oriental, et le village se trouve à 180 km au nord de Petropavlovsk-Kamtchatski, la capitale du kraï, à 2 300 km au nord-est de Vladivostok, la capitale du district et à 6 600 km à l'est de Moscou. Le village est le centre administratif du raïon de Milkovo dans le centre du kraï, qui compte en tout sept localités.
Milkovo est situé dans le cours supérieur du fleuve Kamtchatka, presque au centre de la péninsule éponyme, dans la plaine centrale. Il se situe sur la rive gauche du Kamtchatka, au niveau de l'embouchure de son affluent la Milkovouchka (autrefois nommée Milka, Milkovka et en itelmène Imtcherek). Dans le nord du village se trouve aussi l'embouchure de l'affluent Amcharik. Les localités les plus proches sont Kirganik à 17 km au nord-est et Charomy à 40 km au sud-ouest.

### Climat
Le climat de Milkovo est un climat continental (Dfc selon la classification de Köppen), assez rude, qui n'est pas influencé par l'océan contrairement à la majorité de la région. En raison, la région de Milkovo est considérée comme la plus chaude l'été et la plus froide l'hiver. La température moyenne annuelle ne dépasse pas les 3 °C,.
Les hivers durent de novembre à mars, avec le mois le plus froid qui est janvier. La température moyenne en janvier est de −16,5 °C, et les températures peuvent atteindre les −40 °C. Il y a peu de vent, le temps est ensoleillé, et il y a un peu moins de neige que dans d'autres régions de la péninsule. L'été dure lui de juin jusqu'aux premiers jours de septembre, avec le mois le plus chaud qui est juillet, où la température moyenne est de +12,6 °C, avec parfois des +22 °C. Il y a des averses et des orages, bien que peu fréquents, et un peu de vent. Les printemps et automnes sont eux courts, secs, avec des températures très variables. La neige se forme à la mi-octobre pour fondre début mai.

## Histoire

### Contexte
Le Kamtchatka est l'une des dernières régions de la Russie à être colonisées. Les premières expéditions russes ont lieu dans la seconde moitié du XVIIe siècle, avec Mikhaïl Stadoukhine qui atteint la Penjina en 1647 puis I. Roubets qui hiverne sur les rives du Kamtchatka en 1661-1663. Vladimir Atlassov fonde en 1697 l'ostrog de Verkhnekamtchatsk dans la plaine centrale, qui fut longtemps chef-lieu du centre du Kamtchatka. La colonisation commence dès le début du XVIIIe siècle. La région est cependant déjà peuplée par d'autres tribus, dont les Itelmènes (aussi nommées Kamtchadales).

### De la fondation à 1922
En 1733, l'impératrice Anna Ivanovna ordonna l'introduction de l'agriculture au Kamtchatka. Pour exécuter ce décret, un nouveau décret de l'impératrice du 26 juillet 1738 (6 août dans le calendrier grégorien) fit transférer 20 familles des rives de la Léna vers la péninsule. Déjà en 1739, trois familles s'installèrent sur le cours supérieure de la rivière Antonovka, non-loin de l'actuel village. Et cinq familles s'installèrent en 1743, « ... dans l'endroit le plus propice au développement des cultures arables », sur la rivière Imtcherek, nommée en russe Miklovka. Le village de Milkovo naquit, tout comme d'autres villages. Neuf familles s'étaient installées à Bolcheretsk, mais après des gelées précoces et sèvres, où les tentatives des agriculteurs se soldèrent dès le début par des échecs, ces familles furent transférées à Milkovo en 1758.
Le premier édifice religieux a été construit en 1754.
Milkovo reçut des colons russes venus de Iakoutie, d'Anadyr, des cosaques de Sibérie, des soldats, des paysans, et des artisans au service des expéditions du Kamtchatka. Les paysans cultivant les terres arables développaient le territoire, et se rapprochèrent des habitants Itelmènes. Ces derniers finirent par se sédentariser, vivant dans des huttes, s'adonnant à l'agriculture et l'élevage et apprenant les méthodes de pêche avec des filets. Le village était rattaché au tribunal de Verkhne-Kamtchatka, un des trois tribunal du Kamtchatka, tribunaux chargés de recenser la population, mais dont peu de données subsistent.
En 1780, les pommes de terres arrivèrent à Milkovo, qui furent privilégiées par rapport au blé et au seigle qui résistaient mal aux gelées.
En 1760, le marchand ikroutois Semion Glazatchev fondit 20 livres de fer à Milkovo à partir de minerai trouvé sur les rives de la rivière Amcharik. Peu après, une usine sidérurgique a été fondée, mais a cessé son activité vingt ans après à cause de la mauvaise qualité du fer et son coût élevé par rapport au fer importé.
En 1818, le premier hôpital de Milkovo a été ouvert grâce aux fonds collectés par l'équipage de la frégate Nadejda, qui participa à la première circumnavigation russe. En 1836, il y avait une église, 19 maisons, 72 hommes et 68 femmes. Dès 1847, le métier de fileur à partir d'orties a été introduit pour fabriquer les filets de pêche. Les tisserands de Milkovo reçurent de grands éloges du gouverneur Vassili Zavoïko, et certains de leurs produits ont été envoyés à Moscou.
En 1854, pendant la guerre de Crimée, un escadron franco-anglais menaçait Petropavlovsk-Kamtchatski. Un détachement a été formé à Milkovo tout comme dans d'autres villages pour aller aider les défenseurs de la ville lors du siège de Petropavlovsk. À la fin du XIXe siècle, prêtre de l'église de l'Épiphanie de Milkovo Irinarkh Malakhov reçut la croix « Pour sa participation à la guerre de Crimée » pour sa participation au siège de Petropavlovsk.
En 1870, une école paroissiale a été ouverte. L'église de l'Épiphanie a été construit en 1889 avec des fonds publics. L'église était célèbre dans le Kamtchatka pour sa beauté et le tintement de ses cloches, qui s'entendait jusqu'à Verkhné-Kamtchatsk. Elle était la seule église entre Natchik et Tolbatchik. Le téléphone est installé en 1914, et en 1918, le bureau des postes et télégraphes est ouvert. La même année, le premier ambulancier arrive dans le village.
En 1908-1909, le village a été visité par Vladimir Leontievitch Komarov, botaniste russe. Il décrit le village comme le plus peuplé du Kamtchatka, avec 60 maisons, 284 habitants, 282 têtes de bétail, 125 chevaux et plus de 1 200 chiens. Il note la présence d'un membre du clergé, d'un ambulancier, et de trois ou quatre magasins. Il dit que beaucoup d'habitant s'identifient comme Kamtchadales, bien que presque aucun parle le kamtchadale, mais certaines le comprennent.
D'après les notes de Piotr Ioulievitch Chmidt (ru) de 1916, le village avait un niveau de vie économique et culturel relativement élevé, en comparaison avec les provinces du nord de la Russie. Les vêtements de la population sont confectionnés avec des fourrures de cerf, des peaux de phoque ou des peaux d'ours. Selon ces notes, il n'y a pas de pauvres à Milkovo, et il note que les femmes ont des foulards et vestes en soie, et des robes en laine, tissus chers. Il décrit qu'il n'y a pas de crime, pas d'injustice, les gens sont « incroyablement honnêtes », et l'autorité du chef de famille est très respecté. L'école, petite, est surpeuplée d'élèves selon ses notes.
Bien que la population est alors entièrement russifiée, la langue itelmène (aussi nommée kamtchadale) ayant été remplacé par le russe, les paysans ont adopté une grande partie du mode de vie des populations locales, comme les plats locaux et les plantes locales cultivées, dont des plantes médicinales.*
En 1917, les habitants de se soulevèrent contre l'occupation japonaise alors que la guerre civile russe commençait, en vain.

### Période soviétique
Le Kamtchatka est l'une des dernières régions de Russie à tomber aux mains des soviétiques, à la fin 1922, lorsqu'une commune (révolutionnaire) est créée. Cette même année, 64 ménages étaient enregistrés dans le village d'après les registres d'un militaire. Il y avait quatre entreprises présentes dans le village, dont La Baie d'Hudson, la Rambi, la Korchounov et la Swenson Company de Olaf Swenson. En 1923, le théâtre populaire Rosa Luxemburg est créé. D'après le premier recensement du village, il y avait en 1927 447 habitants dans le village, répartis en 70 ménages, dont 70 ménages Kamtchadales. Il y avait 236 personnes alphabétisées, 61 maisons, 5 yourtes, 121 granges, 129 entrepôts. Le village comptait 1091 chiens, 194 traîneaux à chiens, 209 chevaux et 101 vaches.
Pendant la période soviétique, l'église de l'Épiphanie a été fermé en 1929. Les politiques anti-religieuses soviétiques ont été appliquées, et I. Malakhov n'a pas échappé à la répression, sa trace ayant été perdue. Dans les années 1930, des habitants de Milkovo ont été exilés en Tchoukotka et dans la Kolyma (oblast de Magadan), mais peu sont retournés chez eux.
La collectivisation commence en 1930. Une ferme collective a été créée, nommée « Bebojnik ». Par décret du présidium du Comité exécutif régional du 16 avril 1933, le raïon de Milkovo est créé, avec Milkovo comme chef-lieu. La première remise des diplômes du lycée de Milkovo a eu lieu en 1933, et en 1935, le premier avion a atterrit à Milkovo. L'année suivante, une radio est installée, et l'agriculture était prospère, bien que n'ayant peu de machines (le premier tracteur a été amené, démonté, en 1931 sur traîneaux à chiens, depuis Oust-Kamtchatsk). Ils cultivaient pommes de terre, choux, betteraves, carottes entre autres, et la chasse jouait aussi son rôle, pratiquée par presque tous les anciens. Ils chassaient l'ours, le mouflon, le lièvre et le cerf, et il y avait aussi de la pêche.
En 1936, Milkovo a vu son premier club ouvert. Le village avait un club de théâtre, un orchestre une bibliothèque, avec une salle de cinéma, bien qu'il y avait que peu de projections. Le 28 mai 1936, la liaison aérienne avec Petropavlovsk-Kamtchatski fut ouverte, transportant courrier, marchandises et personnes entre autres. En septembre 1936, le premier rallye de l'histoire du Kamtchatka a eu lieu entre Petropavlovsk-Kamtchatski et Milkovo sur trois véhicules GAZ, qui mirent 105 heures à travers la taïga. Peu après, la route entre les deux localités a commencé à être construite. En 1938, Milkovo dispose désormais d'un vétérinaire, d'une briqueterie et d'une boulangerie.

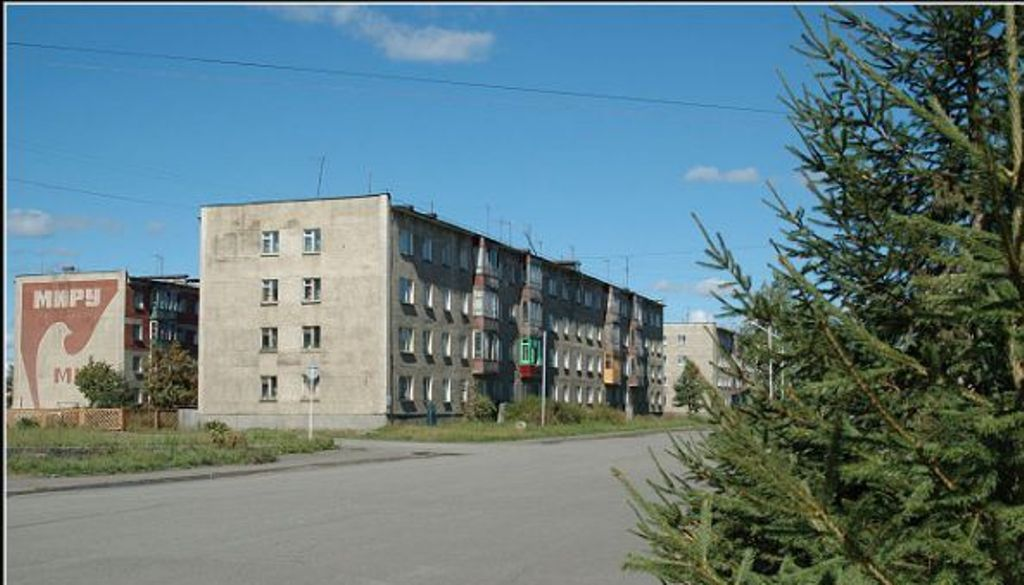
Immeubles d'habitation soviétiques à Milkovo.

Avec le début de la Seconde Guerre mondiale en Union sovietique en 1941, 68 habitants ont été envoyés au front, tandis que les autres alimentaient le front. Pendant les quatre années de guerre, les habitants firent don de 3 360 700 roubles à l'Armée rouge. Cet argent fut utilisé pour construire une escadrille de bombardiers, des chars et d'autres équipements militaires.
Alors que d'autres villages de la plaine centrale se sont effondrées, perdant tous les habitants, Milkovo a connu une croissance rapide et significative, avec l'industrie et l'agriculture qui se sont renforcées, et de nouvelles entreprises. Milkovo voit l'ouverture d'une école de musique en 1965, et la circulation sur la route Petropavlovsk-Kamchatsky - Milkovo est ouverte en 1966. Le 4 août 1967, le premier bus de passagers arrive à Milkovo depuis Petropavlovsk. Une ferme d'État est construite en 1969. La télévision arrive en 1975. À partir de 1975, des immeubles d'habitation sont apparus.
En 1972, Milkovo a accueilli les premiers Jeux olympiques ruraux de l'Union soviétique.

### Depuis 1991
La dislocation de l'URSS et la perestroïka, suivies de la crise économique, ont entraîné un déclin économique, avec une chute importante de population. Alors qu'au recensement de 1989, il y avait 12 312 habitants, il n'y en a plus que 7 352 habitants au recensement de 2021.
En 1995, l'église a été réouverte dans un nouveau bâtiment.
Le 13 décembre 2014, à la suite d'un court-circuit, un incendie s'est déclaré dans l'église, qui fut attisé par des vents violents (+de 25 m/s). L'église a été détruite lors de l'évènement, et elle est actuellement en cours de reconstruction. Le 10 janvier 2018, la nouvelle gare routière a été inaugurée.

## Population et société

### Démographie
Recensements (*) et estimations de la population,,,,:
| 1836 | 1926* | 1939* | 1959* | 1970* | 1979* |
| ---- | ----- | ----- | ----- | ----- | ----- |
| 140  | 447   | 1 109 | 2 427 | 5 066 | 8 959 |

| 1989*  | 2002* | 2010* | 2012  | 2013  | 2015  |
| ------ | ----- | ----- | ----- | ----- | ----- |
| 12 132 | 9 243 | 8 251 | 8 098 | 8 022 | 7 815 |

| 2016  | 2018  | 2020  | 2021* | 2022  | - |
| ----- | ----- | ----- | ----- | ----- | - |
| 7 677 | 7 612 | 7 400 | 7 352 | 7 295 | - |

En 2002, sur les 9243 habitants, il y avait 84 % de Russes, soit 7764 habitants.

### Culte
Le village compte un édifice religieux orthodoxe russe, l'église de l'Épiphanie, actuellement en reconstruction, au no 6 de la rue Lénine. Le recteur est le prêtre Vassili Goustavovitch. La communauté religieuse compte environ 80 paroissiens actifs, sans compter les nombreux autres habitants venant assister aux offices lors des jours fériés. Avant l'incendie, la communauté avait une école du dimanche.

### Éducation, santé, recherche et sports
Milkovo possède trois écoles secondaires, une branche du collège agricole du Kamtchatka et trois jardins d'enfants. Toujours dans l'enseignement, il y a une école de sport, la maison de la créativité des enfants et l'école d'art pour enfants. Sinon, il y a la maison de la culture et des loisirs du raïon, qui propose 24 formations artistiques. Il y a deux bibliothèques pour adultes, dont la bibliothèque centrale de raïon, et une pour enfants. Dans la bibliothèque centrale, il y a un club de recherche « Kamtchadaly », destiné à l'étude des Kamtchadales. Le club a rassemblé une vaste collection d'histoire locale, publiant de nombreux livres, participant à des expéditions ethnographiques et à des conférences.
Le village a son propre hôpital d'importance de raïon. Il y a un complexe sportif moderne « Sokol », le stade « Stroïtel » et la patinoire de hockey « Iounost » entre autres. On trouve aussi la station de ski Vesselaïa Gorka. Le village a accueilli les premiers Jeux olympiques ruraux d'URSS, et en 2013 a eu lieu la Spartakiade rurale du Kamtchatka. La course de chiens de traîneau Béringie traverse le village.

## Économie et transports
Milkovo et ses habitants sont engagés principalement dans la foresterie et l'agriculture. La rue principale est la rue Kirov, où se trouvent les commerces. Les itinéraires touristiques vers le nord-est de la péninsule passent par le village. La principale entreprise agricole est la Milkovskoïe LLC, successeuse de la ferme d'État de Milkovo, qui est spécialisée dans l'élevage laitier. Il y a des élevages de volailles et des cultures à Milkovo. Dans l'industrie du bois, il y a des entrepreneurs privés qui ont succédé à l'entreprise d'État soviétique de ce secteur. L'entreprise « Iounet » est elle une usine de transformation agroalimentaire, importante pour le Kamtchatka.
Milkovo est un point touristique de transit entre le nord et le sud du Kamtchatka. Il y a des hôtels, cafés, restaurants, supermarchés, foires, et se tiennent aussi des concerts et festivals.
Le village de Milkovo se trouve sur la route Petropavlovsk-Kamchatski — Oust-Kamchatsk, principale artère routière du Kamtchatka. La distance par la route jusqu'à la capitale régionale est de 300 km. Le village a un arrêt de bus pour les bus touristiques. Il y a aussi une gare routière flambant neuve, inaugurée en 2018, avec des bus vers les principales localités de la région, dont Petropavlovsk-Kamtchatski et Ielizovo. Dans le village, il y a un service de bus. Milkovo possède son propre petit aéroport avec un terminal, mais les vols ne sont pas réguliers.

## Culture locale et patrimoine

### Lieux cultures et évènements

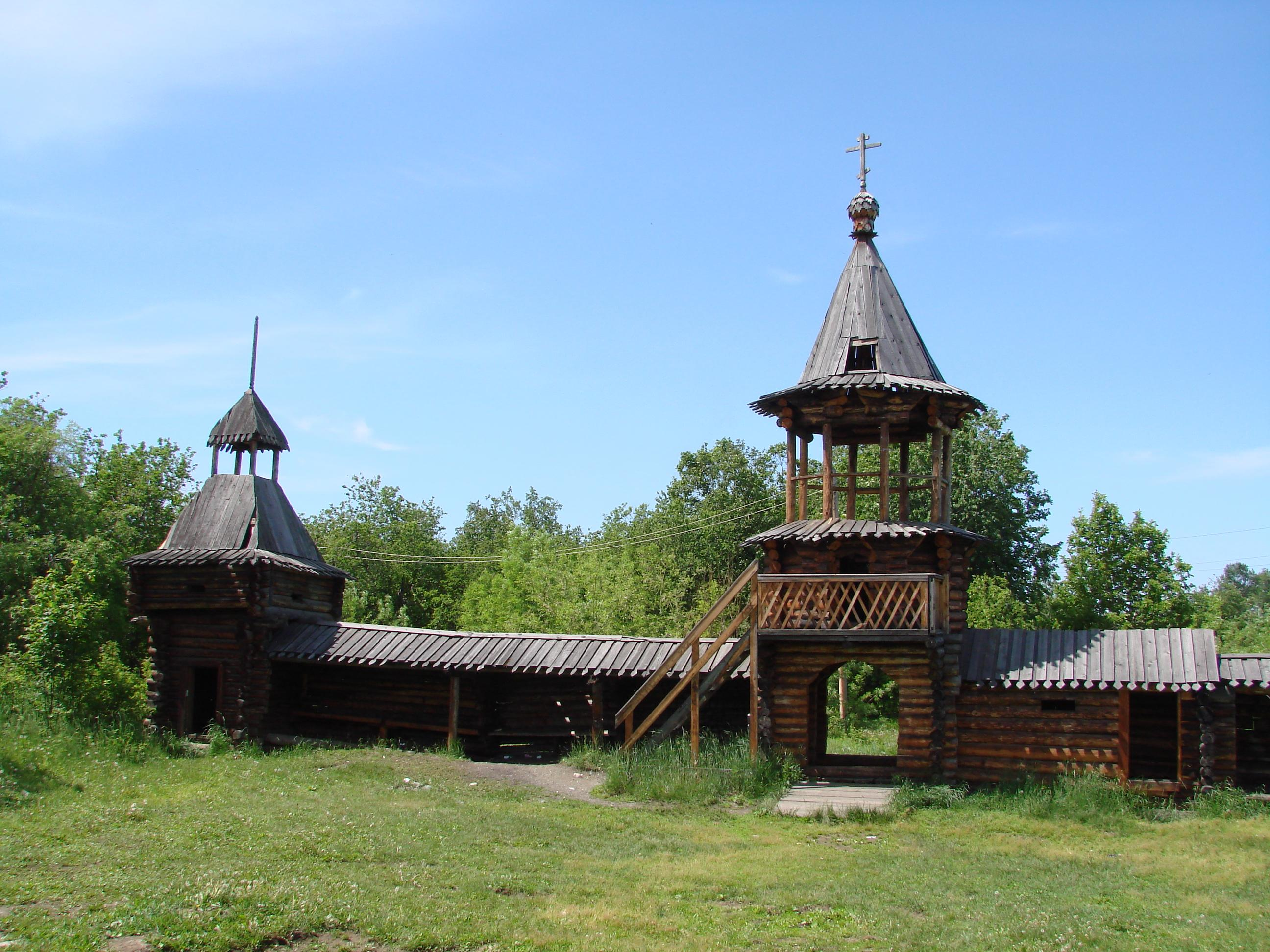
Reconstitution de l'ostrog (forteresse) de Verkhnekamtchatka.

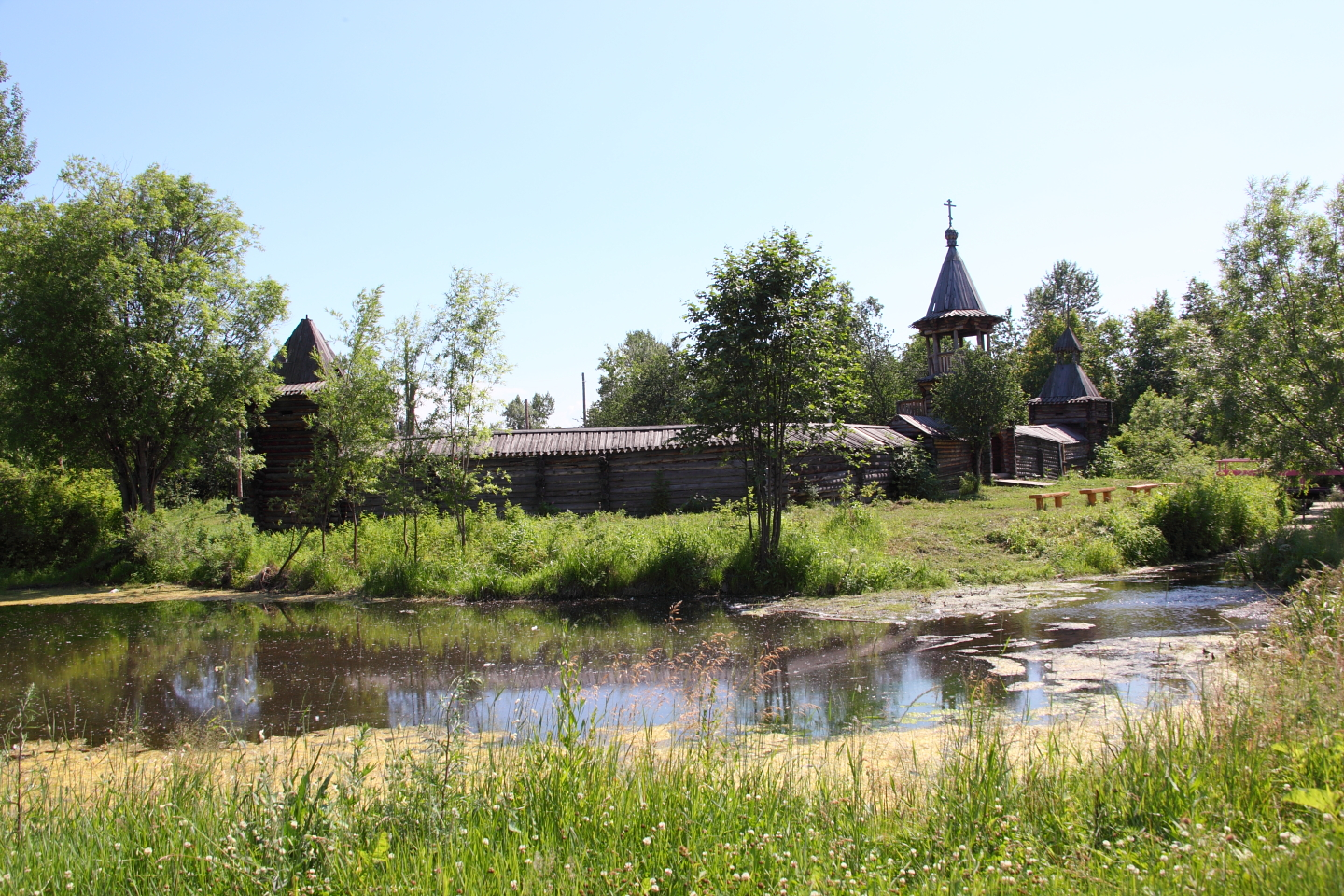
Reconstitution de l'ostrog.

Le centre ethnoculturel des Kamchadales se trouve à Milkovo, exposant des biens ethnographiques et une galerie d'art. Les expositions sont consacrées à l'histoire de la région et à la vie des Kamtchadales. Le parc-musée nommé « Mur de Garde », créé dans les années 1980, accueille des foires et divers évènement pendant les vacances, dont un festival de rock chaque année depuis 2012. Il expose entre autres des figures du dieu itelmène Khantaï, représenté comme mi-homme, mi-poisson. Il était considéré comme le saint patron des pêcheurs. Ce parc musée, situé sur le lieu exact de fondation du village héberge le musée en plein air de l'historien local M. Ougrine. Ce dernier musée expose des découvertes archéologiques, des biens culturels et historiques des russes et des Itelmènes. Adjacent au bâtiment se trouve un mur de garde et un beffroi-porte recréés, illustrant l'architecture en bois du XVIIe siècle,.
Le musée des traditions locales de Milkovo existe depuis les années 1970, fondé par les villageois eux-mêmes. Il rassemble des collections : ethnographique, archéologique, artistique, une collection de sources matérielles et une collection de documents et de photographies. Il raconte l'histoire de la région, et possèdes des artéfacts des colons russes, des Koriaks, des Itelmènes et des Évènes. L'exposition sur la nature du Kamtchatka montre des minéraux, animaux empaillés, fossiles d'animaux dont des défenses et dents de mammouth, et il y a une exposition d'art d'artistes locaux. Enfin, il y a un musée d'un russe ayant rassemblé ses collections de chasse, illustrant la faune locale.
L'église de l'Épiphanie, construite en 1889, a été fermée par les soviétiques en 1929, puis détruite. Elle a ensuite été transformée en maison de la créativité des enfants. Il y a un nouvel édifice religieux, aussi nommé l'église de l'Épiphanie, ouvert en 1995. En décembre 2014, un court-circuit a provoqué un incendie, qui a été compliqué à éteindre à cause des vents violents, entraînant la destruction de l'église. En 2015, la construction du nouvel édifice a commencé, et les travaux se font progressivement, à cause des fonds peu importants. Le kraï du Kamtchatka soutient financièrement la reconstruction. Au 25 octobre 2023, les murs et la coupole étaient érigés, mais pas le toit et le clocher.
Milkovo possède deux bibliothèques pour adulte, dont la centrale, et une pour enfants. Concernant les sports, il y a un stade, une piste de ski, des patinoires de hockey entre autres à Milkovo. La course de chiens de traîneaux Berengia traverse Milkovo. Non-loin du village se situe des sources thermales avec les plus populaires qui sont Verkhne-Chtchapinski/Touromk et Pouchtchinski, ainsi que Malinski. Des itinéraires mènes vers les forêts, vallées et volcans de la région.
Le 21 août 2022 a été inauguré un monument en l'honneur de Stepan Kracheninnikov, explorateur et géographe russe de la Sibérie et du Kamtchatka. On compte aussi un mémorial de la Seconde Guerre mondiale et un monument à Lénine.

### Héraldique
| Armoiries du village de Milkovo | Les armoiries sont un bouclier quadrangulaire, à quatre couleurs. Les coins inférieurs sont arrondis avec une pointe. Elles figurent un ours pêchant dans la rivière, avec des montagnes en arrière-plan. Les quatre couleurs représentent respectivement ; la paix, la pureté et la perfection pour le blanc, la grandeur, la douceur, la beauté, la foi et la fidélité, la constance, les vastes étendues d'eau et le fleuve Kamtchatka pour l'azur ; l'espoir, le renouveau et la jeunesse pour le vert ; l'énergie, la force et le sang versé pour la patrie pour le rouge. En haut est écrit en russe le nom du village. Les armoiries sont divisées de manière irrégulière, avec un relief au fond pour illustrer le relief montagneux de la région et avec un champ vert pour la richesse forestière de l'endroit. L'ours est le symbole le plus important, représentant le gardien, le protecteur, la force, la puissance. Il est considéré comme le propriétaire des forêts dans la région, gardien de l'histoire dont des explorateurs russes, est symbole de richesse de la faune régionale. Enfin, il est associé à l'Extrême-Orient russe et à la Russie. |